# Selkäjärvi (Gällivare socken, Lappland)
Selkäjärvi är en sjö i Gällivare kommun i Lappland och ingår i Kalixälvens huvudavrinningsområde. Sjön har en area på 0,0747 kvadratkilometer och ligger 199 meter över havet.

## Delavrinningsområde
Selkäjärvi ingår i det delavrinningsområde (743732-175682) som SMHI kallar för Mynnar i Ängesån. Medelhöjden är 204 meter över havet och ytan är 22,35 kvadratkilometer. Det finns inga avrinningsområden uppströms utan avrinningsområdet är högsta punkten. Pikkujoki som avvattnar avrinningsområdet har biflödesordning 3, vilket innebär att vattnet flödar genom totalt 3 vattendrag innan det når havet efter 169 kilometer. Avrinningsområdet består mestadels av skog (51 procent) och sankmarker (41 procent). Avrinningsområdet har 0,39 kvadratkilometer vattenytor vilket ger det en sjöprocent på 1,7 procent.